# Idioma darumbal
Darumbal, tambiaé escrito Dharambal, es una lengua aborigen australiana de Queensland en Australia declarada extinta. Se habló en el área de Rockhampton de Queensland. Los dialectos eran Guwinmal, Karunbara, Rakiwara y Wapabura. Está clasificado con el bayali como un idioma Kingkel, pero los dos no están cerca, con un vocabulario compartido bajo del 21%. Indeed, Angela Terrill states that "there is no evidence on which to base a claim of a low-level genetic group including Dharumbal with any other language".

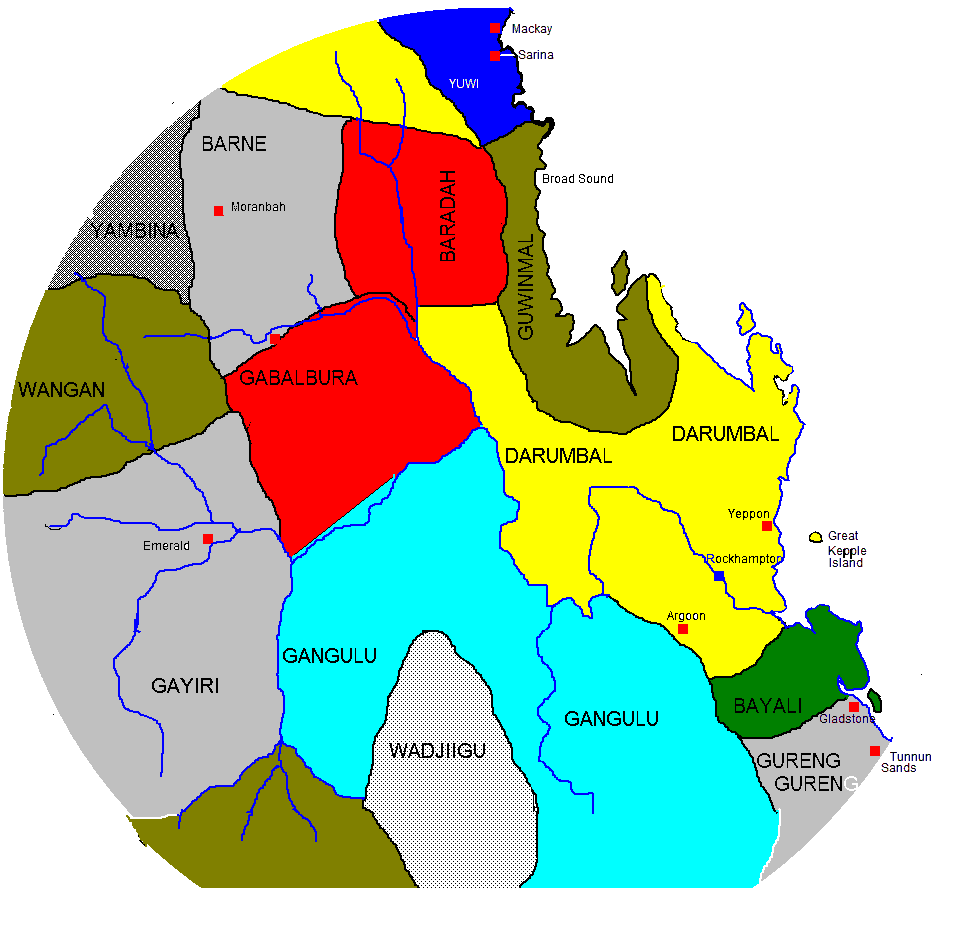
Mapa de las tierras tradicionales de los aborígenes alrededor de Mackay, Rockhampton y Gladstone, Queensland.

## Nombre

### Ortografía y pronunciación
Hay alguna variación en la denominación de la comunidad lingüística. Walter Roth deletrea Ta-rum-bal y Taroombal mientras que Norman Tindale registra Dharumbal y cita las alternativas Tarumbul, Tarambol , Tarmbal y Charumbul. Nils Holmer, quien realizó el primer estudio de campo moderno del lenguaje usa Darumbal, al igual que el Darumbal-Noolar Murree Aboriginal Corporation for Land and Culture (enlace roto disponible en Internet Archive; véase el historial, la primera versión y la última).. Sin embargo, Holmer también usa ⟨D⟩ para indicar una parada interdental (donde otros han usado ⟨dh⟩) y, de hecho, alfabetiza Darumbal junto con otras palabras que comienzan con una parada interdental, haciendo que su Darumbal equivalente en pronunciación a Dharumbal. Del material disponible entonces, Angela Terrill usa justificadamente Dharumbal.

## Fonología[5]

### Inventario de consonantes
|           |                 | Labial | Laminal | Apical | Dorsal |
| --------- | --------------- | ------ | ------- | ------ | ------ |
| Oclusiva  | sorda           | p      | t̪       | t      | k      |
| Oclusiva  | sonora          | b      | d̪       | d      | g      |
| Nasal     | Nasal           | m      | n̪       | n      | ŋ      |
| Lateral   | Lateral         |        |         | l      |        |
| Rótica    | sorda vibrante  |        |         | r̥      |        |
| Rótica    | sonora vibrante |        |         | r      |        |
| Rótica    | Retrofleja      |        |         | ɻ      |        |
| Semivocal | Semivocal       | w      |         |        | j      |

#### Distinción de voces de paradas
El dharumbal posee una rara distinción (entre las lenguas Pama-Nyungan) entre oclusivas sonoras y sordas, que parece mantenerse intervocálicamente, pero no en otros entornos, donde la sonoridad parece variar libremente. Esta observación, planteada por Holmer y mantenida por Terrill, está respaldada por la consistencia con la que los autores más antiguos transcriben ciertas palabras; intervocálicamente, hay mayor consistencia en el uso de un determinado símbolo, mientras que en otros entornos (palabra-inicialmente, después de líquidos), hay más variación.
Otros idiomas Pama-Nyungan con una distinción de voz de oclusivas incluyen Thangatti, Marrgany-Gunya, Wangkumara y Diyari.

#### Laminales
Las consonantes laminales a menudo se realizan interdentalmente, pero también se pueden realizar palatalmente en cualquier posición, excepto la nasal laminal, que debe realizarse palatalmente en palabra- posición definitiva.

#### Laterales
Las consonantes laterales pueden no aparecer al principio de la palabra.

#### Róticas
A partir del material existente, Terrill concluye que probablemente había tres consonantes róticas fonémicamente distintas: una continua retrofleja y dos trinos, que se distinguen por la sonoridad. Los dos trinos solo aparecen intervocalmente y nunca al principio de palabra. Los (casi) pares mínimos dados por Stephen Wurm son:
- wuru "hijo"
- wurhu "nariz"
- gurrú "volar"

Holmer observó pares mínimos adicionales.

### Inventario de vocales
|         | Anterior | Central | Posterior |
| ------- | -------- | ------- | --------- |
| Cerrada | i        |         | u         |
| Abierta |          | a       |           |

Dharumbal tiene tres vocales fonémicas. Terrill no encuentra evidencia de longitud de vocal contrastiva. Roth usó varios signos diacríticos en sus transcripciones, pero no se proporcionó ninguna explicación de su función.

## Personas
El pueblo Koinmerburra (Koinjmal, Guwinmal) hablaba el dialecto Guwinmal, mientras que el Wapabara (Woppaburra) probablemente hablaba su propio dialecto.

### Citas
1. ↑  Dixon, 2002, pp. xxxiv.
2. 1 2  Terrill, 2002, pp. 15.
3. ↑  Holmer, 1983.
4. ↑  Terrill, 2002, pp. 14.
5. ↑  Terrill, 2002, pp. 17-28.

## Sources
- Dixon, R. M. W. (2002). Australian Languages: Their Nature and Development. Cambridge University Press.
- Holmer, Nils (1983). «Darumbal». Linguistic survey of south-east Queensland. Pacific Linguistics. Pacific Linguistics. p. 456-485.
- Terrill, Angela (2002). Dharumbal: the language of Rockhampton, Australia. Pacific Linguistics 525. Pacific Linguistics. p. 108.